# San Manuel la Puerta
San Manuel la Puerta är en ort i Mexiko.   Den ligger i kommunen Esperanza och delstaten Puebla, i den sydöstra delen av landet, 200 km öster om huvudstaden Mexico City. San Manuel la Puerta ligger 2 460 meter över havet och antalet invånare är 158.
Terrängen runt San Manuel la Puerta är varierad. Runt San Manuel la Puerta är det ganska tätbefolkat, med 111 invånare per kvadratkilometer. Närmaste större samhälle är Río Blanco, 19,8 km öster om San Manuel la Puerta. I omgivningarna runt San Manuel la Puerta växer huvudsakligen savannskog.